# Simon's Cat
Simon's Cat (letteralmente "il gatto di Simon") è una serie animata ideata e realizzata a partire dal 2008 dall'animatore britannico Simon Tofield. La serie ha per protagonista un gatto domestico che in ogni episodio escogita un sistema differente per farsi dare da mangiare. Gli episodi di Simon's Cat sono disponibili su YouTube, e hanno ricevuto più di 20 milioni di contatti.

## Realizzazione

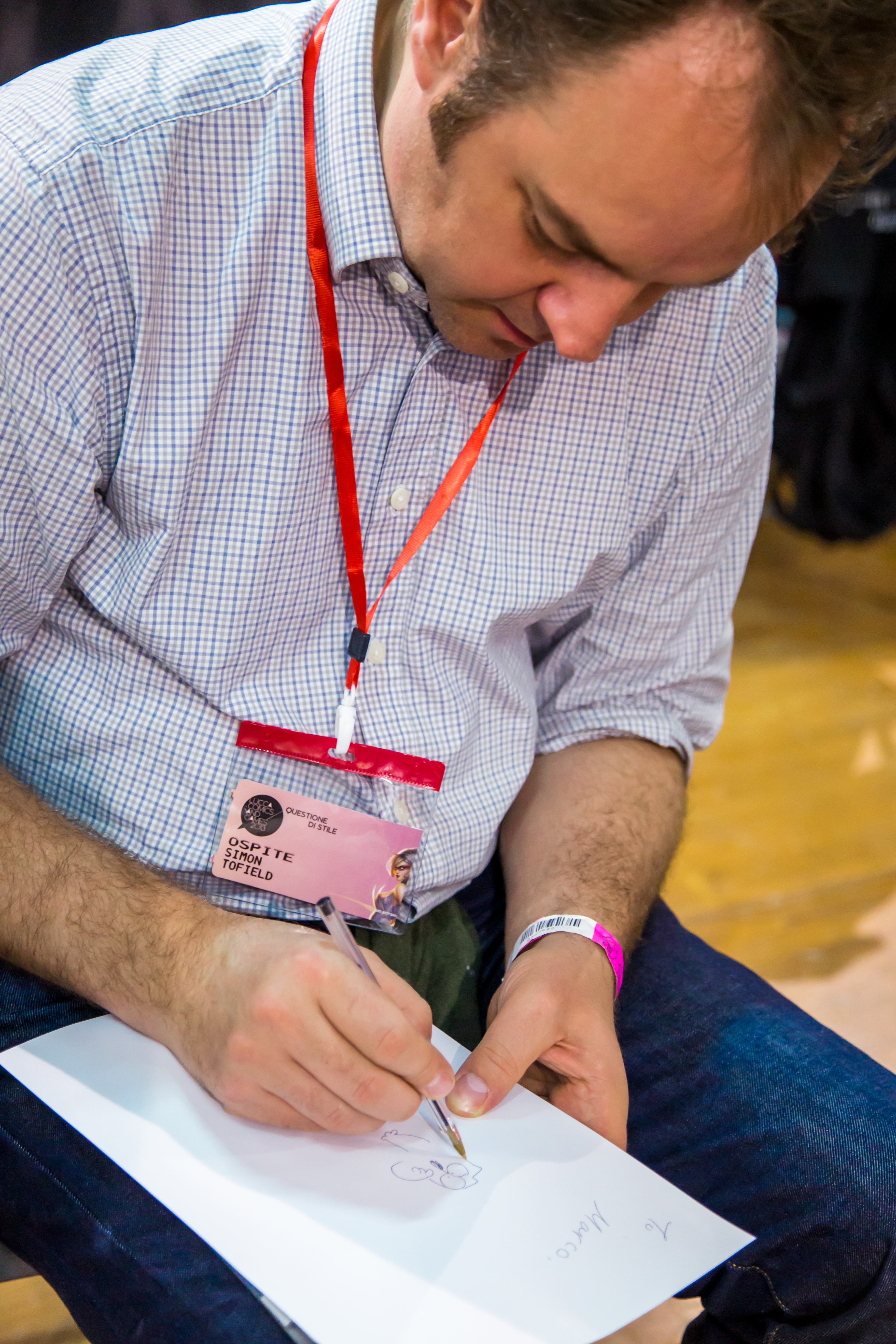
Simon Tofield ospite nel 2013 al Lucca Comics & Games

La serie è stata animata attraverso il software Adobe Flash da Simon Tofield, direttore dell'animazione dello studio londinese Tandem Films. Tofield, che ha iniziato a disegnare fumetti fin da giovane e ha studiato animazione alla De Montfort University, vive nel Bedfordshire con quattro gatti, per lui di primaria ispirazione. Simon Tofield ha anche doppiato il miagolio del gatto.

## Serie
Trama
La serie segue le avventure di un gatto di proprietà di Simon (lo stesso creatore della serie), che escogita i modi più bizzarri e divertenti per farsi dare da mangiare dal padrone. La tipica gag riguarda infatti il gatto che, dopo aver combinato l'ennesimo disastro,  indica con la zampa la sua bocca al padrone che sospira rassegnato verso lo schermo. Durante la serie il gatto vivrà molte avventure e conoscerà sempre nuovi personaggi come Teddy, un gattino adottato da Simon, con cui inizialmente avrà molti contrasti a causa del vizio di Teddy di prendere le cose del gatto di Simon, anche se poi diventeranno amici. 

### Episodi
| n.  | Titolo originale                                  | Prima TV Mondiale |
| --- | ------------------------------------------------- | ----------------- |
| 1   | Cat Man Do                                        | 4 marzo 2008      |
| 2   | Let Me In                                         | 4 marzo 2008      |
| 3   | Tv Dinner                                         | 15 luglio 2008    |
| 4   | Fed Up!                                           | 8 dicembre 2008   |
| 5   | Fly Guy                                           | 24 luglio 2009    |
| 6   | Hot Spot                                          | 28 settembre 2009 |
| 7   | Snow Business                                     | 10 febbraio 2010  |
| 8   | The Box                                           | 18 agosto 2010    |
| 9   | Cat Chat                                          | 7 ottobre 2010    |
| 10  | Lunch Break                                       | 12 novembre 2010  |
| 11  | Santa Claws                                       | 10 dicembre 2010  |
| 12  | Sticky Tape                                       | 28 febbraio 2011  |
| 13  | Hop It!                                           | 21 aprile 2011    |
| 14  | Hidden Treasure                                   | 16 giugno 2011    |
| 15  | Cat & Mouse                                       | 2 settembre 2011  |
| 16  | Double Trouble                                    | 7 ottobre 2011    |
| 17  | Catnap                                            | 23 novembre 2011  |
| 18  | Fowl Play                                         | 14 dicembre 2011  |
| 19  | Shelf Life                                        | 14 marzo 2012     |
| 20  | Tongue Tied                                       | 25 maggio 2012    |
| 21  | Window Pain                                       | 9 luglio 2012     |
| 22  | Ready, Steady, Slow!                              | 4 agosto 2012     |
| 23  | Springtime                                        | 4 ottobre 2012    |
| 24  | Fetch                                             | 29 ottobre 2012   |
| 25  | Nut Again                                         | 23 novembre 2012  |
| 26  | Icecapade                                         | 7 dicembre 2012   |
| 27  | Feed Me                                           | 4 febbraio 2013   |
| 28  | Screen Grab                                       | 12 aprile 2013    |
| 29  | Flower Bed                                        | 14 giugno 2013    |
| 30  | Suitcase                                          | 2 agosto 2013     |
| 31  | Mirror Mirror                                     | 13 settembre 2013 |
| 32  | Scary Legs                                        | 25 ottobre 2013   |
| 33  | Christmas Presence, Part 1                        | 7 dicembre 2013   |
| 34  | Christmas Presence, Part 2                        | 17 dicembre 2013  |
| 35  | Smitten                                           | 3 febbraio 2014   |
| 36  | Crazy Time                                        | 3 aprile 2014     |
| 37  | Pawtrait                                          | 5 giugno 2014     |
| 38  | Hot Water                                         | 31 luglio 2014    |
| 39  | Washed Up                                         | 5 settembre 2014  |
| 40  | Scaredy Cat                                       | 9 ottobre 2014    |
| 41  | Let Me Out                                        | 6 novembre 2014   |
| 42  | Catnip                                            | 4 dicembre 2014   |
| 43  | Butterflies                                       | 12 febbraio 2015  |
| 44  | April Showers                                     | 2 aprile 2015     |
| 45  | Pizza Cat                                         | 20 agosto 2015    |
| 46  | Box Clever                                        | 1 ottobre 2015    |
| 47  | Pug Life                                          | 5 novembre 2015   |
| 48  | Snow Cat                                          | 3 dicembre 2015   |
| 49  | Tough Love                                        | 5 febbraio 2016   |
| 50  | Fast Track                                        | 8 aprile 2016     |
| 51  | Field Trip                                        | 13 maggio 2016    |
| 52  | Muddy Paws                                        | 3 giugno 2016     |
| 53  | Laser Toy                                         | 15 luglio 2016    |
| 53  | Laser Toy                                         | 15 luglio 2016    |
| 54  | Fish Tank                                         | 5 agosto 2016     |
| 55  | Trash Cat                                         | 2 settembre 2016  |
| 56  | The Monster                                       | 21 ottobre 2016   |
| 57  | Bed Sheets                                        | 2 dicembre 2016   |
| 58  | Little Box                                        | 16 dicembre 2016  |
| 59  | Dinner Date: Starters                             | 10 febbraio 2017  |
| 60  | Dinner Date: Main Course                          | 17 marzo 2017     |
| 61  | Dinner Date: Just Desserts                        | 28 aprile 2017    |
| 62  | Copy Cat                                          | 2 giugno 2017     |
| 63  | Waiting Game                                      | 30 giugno 2017    |
| 64  | Bed Head                                          | 4 agosto 2017     |
| 65  | Scratch Post                                      | 1 settembre 2017  |
| 66  | Spider Cat                                        | 6 ottobre 2017    |
| 67  | Hambush                                           | 2 novembre 2017   |
| 68  | D.I.Y.                                            | 16 novembre 2017  |
| 69  | Fast Food                                         | 23 novembre 2017  |
| 70  | Kitten Crazy Time                                 | 30 novembre 2017  |
| 71  | Fireworks                                         | 8 dicembre 2017   |
| 72  | Christmas Yarn                                    | 15 dicembre 2017  |
| 73  | Head Over Heels                                   | 9 febbraio 2018   |
| 74  | Purrthday Cake                                    | 2 marzo 2018      |
| 75  | The Tree                                          | 16 marzo 2018     |
| 76  | Polished Paws                                     | 6 aprile 2018     |
| 77  | Stretched Out                                     | 4 maggio 2018     |
| 78  | Crow                                              | 27 maggio 2018    |
| 79  | Armchair Fan                                      | 15 giugno 2018    |
| 80  | The Snip                                          | 29 giugno 2018    |
| 81  | Jazz Trilogy, Part 1 - Borderline                 | 10 agosto 2018    |
| 82  | Jazz Trilogy, Part 2 - On The Fence               | 17 agosto 2018    |
| 83  | Jazz Trilogy, Part 3 - Showdown                   | 24 agosto 2018    |
| 84  | Spooked!                                          | 12 ottobre 2018   |
| 85  | Kitten vs. Snake                                  | 2 novembre 2018   |
| 86  | Festive Feast                                     | 16 novembre 2018  |
| 87  | Winter Games                                      | 16 dicembre 2018  |
| 88  | Staircase                                         | 27 gennaio 2019   |
| 89  | Blind Date                                        | 10 febbraio 2019  |
| 90  | Missing Cat, Part 1 - Bathtime                    | 29 marzo 2019     |
| 91  | Missing Cat, Part 2 - Hide and Seek               | 17 maggio 2019    |
| 92  | Missing Cat, Part 3 - Lost                        | 14 giugno 2019    |
| 93  | Missing Cat, Part 4 - Found                       | 12 luglio 2019    |
| 94  | Sunny Spot                                        | 16 agosto 2019    |
| 95  | It's a Dog's Life                                 | 4 ottobre 2019    |
| 96  | Bat Cat                                           | 11 ottobre 2019   |
| 97  | Kitten vs Birds                                   | 15 novembre 2019  |
| 98  | Christmas Crow                                    | 15 dicembre 2019  |
| 99  | Lovestruck                                        | 7 febbraio 2020   |
| 100 | Ambush                                            | 16 aprile 2020    |
| 101 | Simon's Cat Origins Story, Part 1 - The Beginning | 28 maggio 2020    |
| 102 | Simon's Cat Origins Story, Part 2 - Baby Steps    | 26 giugno 2020    |
| 103 | Simon's Cat Origins Story, Part 3 - S.O.S.        | 23 luglio 2020    |
| 104 | Scary Stories                                     | 08 ottobre 2020   |
| 105 | Paws for thought                                  | 19 novembre 2020  |
| 106 | Little Angel                                      | 03 dicembre 2020  |
| 107 | Perfect Pitch                                     | 04 febbraio 2021  |
| 108 | Technical Hitch #workingfromhome                  | 23 aprile 2021    |
| 109 | Pupsitting - Part 1, House Guest                  | 20 maggio 2021    |

Durante il Natale 2008 è stato inoltre realizzato l'episodio Fed Up! con protagonista non il gatto, bensì Simon's Sister's Dog ("il cane della sorella di Simon").
In Fly Guy viene citata un'altra icona di Internet del 2009: il gatto Maru.
L'episodio Beyond the Fence è la pubblicità sulla televisione inglese del secondo libro di Simon's Cat.

### Simon's Cat Logic
Dal 2016, vengono prodotti un tipo di video che spiegano i comportamenti dei gatti. Vengono chiamati Simon's Cat Logic ("la logica del gatto di Simon"). In tali video Todfield spiega il motivo di tali comportamenti dei gatti insieme ad un'esperta del comportamento dei piccoli felini.
| n. | Titolo originale                                              | Prima TV Mondiale |
| -- | ------------------------------------------------------------- | ----------------- |
| 1  | Simon's Cat Logic: Why Do Cats Have A "Crazy Time"?           | 28 gennaio 2016   |
| 2  | Simon's Cat Logic: Do Cats Fall In Love?                      | 12 febbraio 2016  |
| 3  | Simon's Cat Logic: In or Out? Why Are Cats So Indecisive?!    | 21 aprile 2016    |
| 4  | Simon's Cat Logic: Why Do Cats Love Boxes?!                   | 19 maggio 2016    |
| 5  | Simon's Cat Logic: Why Do Cats Sleep in Unusual Places?!      | 16 giugno 2016    |
| 6  | Simon's Cat Logic: How Do Cats Stay So Clean!?                | 21 luglio 2016    |
| 7  | Simon's Cat Logic: Things You Didn't Know About Feeding Time! | 18 agosto 2016    |
| 8  | Simon's Cat Logic: Things You Didn't Know About Ragdolls!     | 16 settembre 2016 |
| 9  | Simon's Cat Logic: Why Do Cats Like Hunting?                  | 20 dicembre 2016  |
| 10 | Simon's Cat Logic: Do Cats Really Hate Water?                 | 10 marzo 2017     |
| 11 | Simon's Cat Logic: Is Your Cat Talking To you?                | 16 giugno 2017    |
| 12 | Simon's Cat Logic: Learn To Speak Cat                         | 28 luglio 2017    |
| 13 | Simon's Cat Logic: How can I entertain my cat?                | 22 settembre 2017 |
| 14 | Simon's Cat Logic: Are Black Cats Unlucky?                    | 27 ottobre 2017   |
| 15 | Simon's Cat Logic: What do cats want for Christmas?           | 24 novembre 2017  |
| 16 | Simon's Cat Logic: Why do cats go crazy for Catnip?           | 22 dicembre 2017  |
| 17 | Simon's Cat Logic: Territorial Behaviour!                     | 16 febbraio 2018  |
| 18 | Simon's Cat Logic: When Your Cat Goes Missing                 | 10 giugno 2018    |
| 19 | Simon's Cat Logic: Cats on the Move                           | 5 ottobre 2018    |

### Off to the Vet
Nell'estate 2014 Tofield annuncia la preparazione di un episodio lungo 12 minuti a colori intitolato "Off to the Vet". Viene pubblicato su YouTube il 26 ottobre 2017.

## Tv
Durante le festività natalizie e di fine anno 2011 alcuni episodi di Simon's Cat sono stati trasmessi dai canali televisivi LA7 e LA7d.

## Personaggi
- Il gatto di Simon: Il protagonista. Le sue stramberie, in particolare quelle della ricerca di cibo, tormentano il proprietario Simon. Ama il cibo per gatti, ma non gli dispiacciono neanche gli uccellini, i topi e i pesci dello stagno di Simon. Come anche mostrato nel primo video Cat Man Do talvolta usa come arma per i suoi scopi una mazza da baseball. Odia andare dal veterinario. Non è mai stato detto quale sia il suo vero nome, ma l'autore ha affermato che il personaggio si basa sul suo gatto, Hugh.
- Simon: Il proprietario a lungo tormentato del gatto.
- Il cane della sorella di Simon: Un cane che appare nel video Fed Up, dove mangia da sotto il tavolo durante un pranzo, con il cibo che la famiglia gli passa sotto. Il cane appare anche in un altro video (Fetch) e nel libro e ama giocare. Il suo vero nome è Oscar.
- L'uccellino: Un uccellino che appare nel video Business Snow dove provoca il gatto a combattere a palle di neve.
- Il riccio: Un riccio che vive nel giardino sul retro di Simon. Il gatto ama infastidirlo incastrando nei suoi aculei vari oggetti come mele, foglie e palline da tennis. Il riccio ha anche dei cuccioli.
- Lo gnomo da giardino: Un nano da giardino con una canna da pesca finta simile a quello rotto dal gatto nell'episodio Let Me In. Spesso è utilizzato da quest'ultimo nei suoi piani per catturare il cibo. È considerato infatti dal gatto come un amico, apparentemente ignaro del fatto che lo gnomo sia solo un oggetto inanimato. Nei corti Missing cat Simon userà proprio dei nani da giardino per riportare a casa il gatto.
- Il Nuovo Arrivato: Un cucciolo di gatto, che prenderà il nome di Teddy (presente negli episodi Double Trouble, Catnap e Screen Grab!), arriva in casa di Simon. Inizialmente non è ben accetto dal primo gatto di Simon, che se lo ritrova sempre intorno ai suoi oggetti, anche se poi si affezioneranno a vicenda.
- Il Coniglio: È un coniglietto che nell'episodio Hop It viene preso di mira dal gatto di Simon. Alla fine viene catturato ma il gatto lo risparmia.
- Jazz: È un gatto selvatico molto grosso che sfida molte volte il gatto di Simon per conquistare il territorio del giardino della casa di Simon anche se viene sempre battuto grazie a strambi e comici stratagemmi del gatto di Simon.
- Chloe: È una gatta molto raffinata e ben curata nonché interesse amoroso del gatto di Simon. Questi infatti cerca molte volte di conquistarla facendole regali e gesti d'amore. Ella, essendo snob, rifiuta ma lui non demorde.
- Il corvo: è un corvo acerrimo nemico del gatto di Simon. Adora rubargli oggetti e infastidirlo anche se il gatto riesce sempre a dargli pan per focaccia.

## Simon's Cat: Crunch Time
Il 28 Giugno 2017 i produttori di Simon's Cat creano un videogioco da scaricare su un app del telefono. Tale gioco si chiama "Simon's Cat: Crunch Time".

## Libro
Nel 2009 Simon Tofield ha pubblicato Simon's Cat, un volume di 240 pagine che raccoglie numerose vignette e strip con protagonista il gatto e le sue avventure. Nel Regno Unito il libro è stato pubblicato da Grand Central Publishing (ISBN 9780446560061), mentre in Italia da TEA (ISBN 9788850220410)

## Riconoscimenti
Il primo episodio (Cat Man Do) si è aggiudicato il premio Best Comedy ai British Animation Awards 2008. Il secondo (Let Me In!) ha ricevuto il premio Most Outstanding Animation alla settima edizione del "Animae Caribe, Caribbean Animation Awards Festival". Il terzo (TV Dinner) è stato trasmesso dal programma The Culture Show di BBC2 il 15 giugno 2008 prima di essere caricato su YouTube.
L'episodio Fed Up!, termina con un messaggio della Royal Society for the Prevention of Cruelty to Animals.